# Herrschaft Weißenstein (bei Göppingen)

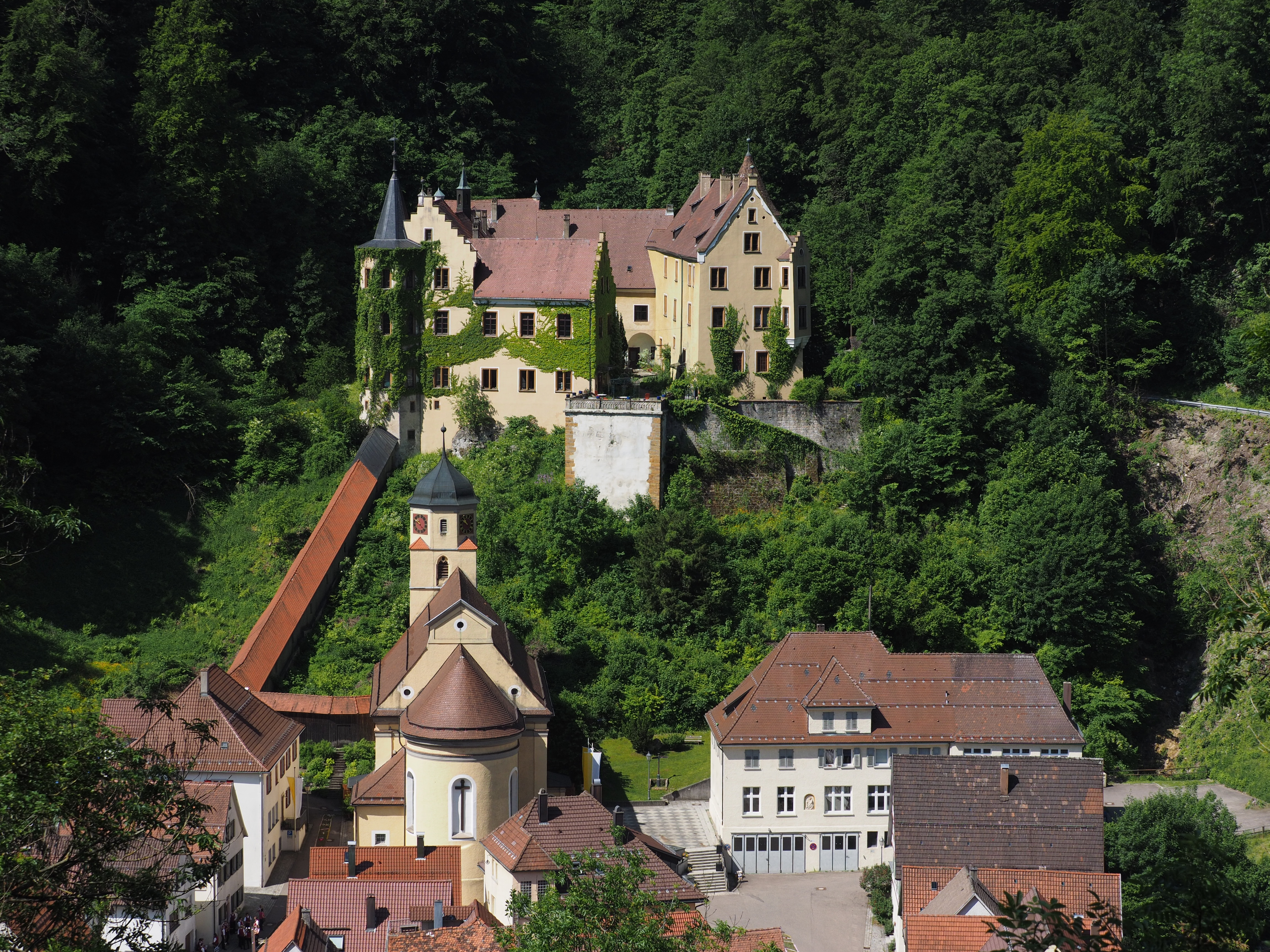
Schloss Weißenstein

Die Herrschaft Weißenstein bildete sich um die 1241 erstmals erwähnte gleichnamige Burg, die im 15. Jahrhundert zu einem Schloss umgebaut wurde. Bis zum Beginn des 15. Jahrhunderts übten Ministeriale der Grafen von Helfenstein die Herrschaftsrechte aus. Von 1401 bis 1806 gehörte das Territorium den Herren von Rechberg. Zur Herrschaft Weißenstein gehörten die Stadt Weißenstein sowie die Orte Böhmenkirch, Nenningen, Schnittlingen und Treffelhausen. Im Zuge der Mediatisierung gelangte die Herrschaft Weißenstein 1806 zunächst an das Königreich Bayern und 1810 an Württemberg. Die Besitzungen der Herrschaft Weißenstein wurden dem neu gebildeten Kameralamt Geislingen zugewiesen. 